# Randy Pie
Randy Pie war eine deutsche Musikgruppe, die eine Mischung aus Rock, Jazz und Funk spielten. Gegründet wurden sie 1972, zunächst als Randy Pie & Family, von Musikern, die unter anderem vorher bei den Petards (Wippich) und den Rattles (Tarrach) gespielt hatten.

## Besetzung
Schlagzeuger war Reinhard „Dicky“ Tarrach, Leadsänger und Gitarrist Bernd Wippich, Bassist Manfred Thiers, und am Saxophon war Jochen Petersen, der auch Flöte und Gitarre spielte und sang. Werner Becker spielte Keyboard, ein weiterer Keyboarder war der Franzose Jean-Jacques Kravetz, Ex-Frumpy, der auch gelegentlich Saxophon spielte.

## Geschichte
1973 brachte die Band ihr erstes Album heraus, Randy Pie. Eine England-Tournee verlief vergleichsweise erfolgreich, Schwierigkeiten gab es allerdings mit dem Namen, da randy auch „geil“ oder „scharf“ bedeutet, so dass man gelegentlich als Sandy Pie auftrat. 1975 kam das zweite Album Highway Driver auf den Markt, noch im selben Jahr folgte Kitsch. 1976 erschien England, England, dessen Titelsong recht erfolgreich als Single ausgekoppelt wurde. 1977 ging die Gruppe mit dem neuen Sänger Peter French, der vorher bei Atomic Rooster und Cactus gesungen hatte, nach Los Angeles, um dort unter der Regie von Produzent Spencer Poffer und mit Unterstützung des deutschen Gitarristen Frank Diez ihre nächste Platte Fast Forward aufzunehmen. Die Hoffnung auf internationalen Erfolg erfüllte sich allerdings nicht, und kurze Zeit später löste sie sich auf.
Tarrach und Thiers gründeten im Anschluss zusammen mit Michael Cretu das Projekt Moti Special.
1986 gab es eine kurzzeitige Reunion: Die Band spielte annähernd in Originalbesetzung (für Kravetz kam der Hamburger Keyboarder Claus-Robert Kruse) ihr sechstes Album Magic Ferry ein, das allerdings erfolglos blieb. 2009 gab Wippich mit Gastmusikern als Randy Pie Reloaded mehrere Konzerte, unter anderem in Hamburg.

## Diskografie
- 1973: Randy Pie (Zebra)
- 1974: Highway Driver (Polydor)
- 1975: Kitsch (Polydor)
- 1976: England England (Polydor)
- 1977: Fast Forward (Polydor)
- 1986: Magic Ferry (WEA Records)